# 中野山越遺跡
座標: 北緯36度14分38.7秒 東経137度09分39.3秒 / 北緯36.244083度 東経137.160917度
中野山越遺跡（なかのやまこしいせき）は、岐阜県飛騨市古川町の宮川左岸の河岸段丘上にある縄文時代の集落遺跡。出土品が考古資料として国の重要文化財に指定されている。

## 概要
1976年（昭和51年）に桑畑造成のための工事を行ったところ、土器や石器が出土して見いだされた。遺跡の規模は4000平方メートルに及び、32棟の建物跡が確認されている飛騨最大級の集落跡と考えられている。遺跡の存続期間は縄文時代中期から晩期にかけてと考えられ、文化的には信州や北陸方面から強い影響を受けていることが判明している。1996年、遺跡の出土物のうち、土器類、土偶残欠、土製耳飾り、石器類、石製装飾品ならびに石棒の計362点が国の重要文化財に指定された。2022年現在これらの出土品は飛騨市美術館に収蔵されており、遺跡はおもに農地となっている。